# Pour une éthique du futur
 (mai 2017).
- Si vous ne connaissez pas le sujet, laissez ce bandeau (vous pouvez alors contacter les auteurs).
- Si vous supprimez le contenu mis en cause (vous pouvez préalablement contacter les auteurs),

argumentez précisément cette suppression dans la page de discussion
(un manque de référence n'est pas un argument ; une recherche réelle de référence doit avoir été effectuée, être formellement documentée).
Pour une éthique du futur est un recueil publié dans les années 1990 par Hans Jonas regroupant deux textes de ce dernier, tirés des conférences qu'il donnait pour expliquer son ouvrage Le Principe responsabilité. 
Ces deux textes sont :
- Philosophie. Regard en arrière et regard en avant à la fin du siècle ;
- Sur le fondement ontologique d'une éthique du futur.

## Philosophie. Regard en arrière et regard en avant à la fin du siècle
Ce texte est issu d'une conférence donnée à Munich le 25 mai 1992 dans laquelle Hans Jonas offre sa vision personnelle de la philosophie du XXe siècle que lui-même a traversée, mais aussi un aspect normatif : Jonas énonce ce que la philosophie doit être, ce vers quoi elle doit tendre. C'est une sorte de testament, un rapide portrait généalogique de sa philosophie qu'offre Jonas dans cette conférence. Partant du constat d'un divorce entre le corps et l'esprit (comme c'est le cas par exemple chez Husserl et Heidegger), la matière et la pensée, Jonas va défendre l'« unité de l'être » et la nécessité de réconcilier ces deux pôles interdépendants. On retrouve bien évidemment les grands thèmes caractéristiques de sa pensée, davantage développés dans Le Principe responsabilité, mais aussi dans Le phénomène de la vie - Vers une biologie philosophique.  

### L'école phénoménologique et sa critique
Hans Jonas commence par faire l'éloge de Husserl, dont il a été un temps l'élève à Fribourg : 

« J'avoue avec reconnaissance que la phénoménologie a été pour le philosophe en devenir une merveilleuse école d'apprentissage de son métier. Le respect des phénomènes, l'exercice de leur intuition, le service rigoureux de leur description posent des critères élevés auxquels on s'efforce de répondre. Eux non plus, ils n'ont pu faire de la philosophie une « science stricte » - c'était là un rêve que Husserl avait gardé de ses débuts dans le domaine des mathématiques, et qu'il a bien fallu lui passer. Mais l'éducation de l'intuition a constitué un gain de toute la vie pour ses disciples ; et elle a dégagé la cause de l'intuition des relents d'irrationnel qui collaient à elle depuis le mysticisme. »

 La phénoménologie a donc été une école importante dans la formation de Jonas. 

Mais il en souligne alors les limites, qui résident précisément en ceci que la phénoménologie se limite à la « conscience pure » : comment dès lors comprendre notre corps ? Ne perd-il pas tout son sens si on le réduit à une simple donnée de la conscience comme le fait l'idéalisme husserlien ? Selon Jonas, la pierre d'achoppement de la phénoménologie est donc de ne pas réussir à restituer le sens de la corporéité. Que dire, en tant que phénoménologue, de l'énoncé « J'ai faim » ? 

« En supposant qu'il y ait une phénoménologie des sensations de faim et de satiété, aurait-elle quoi que ce soit à me dire sur ce qui est en jeu ici ? »

 L'idée ultime de Jonas est que ce thème de la corporéité conduit pourtant au cœur des problèmes de justice sociale, notamment celui de la distribution et de la juste répartition des biens.

### Le «tremblement de terre» heideggerien et ses limites
C'est grâce, ensuite, à la philosophie de Heidegger, notamment au travers de Être et Temps, que Jonas délaisse les conceptions de Husserl. Exprimant le changement dans sa pensée qu'a entraîné Heidegger par l'expression de « tremblement de terre », Jonas souligne toute l'importance et le caractère déterminant du philosophe tirant de l'oubli dans lequel elle était tombée la question de l'être (Pourquoi y a-t-il de l'étant et non pas plutôt rien ?). Heidegger fait voler en éclats toute conception de la conscience comme essentiellement cognitive en mettant en avant le « Dasein », le « Je qui veut, qui s'efforce, nécessiteux et mortel ». Ce qu'abandonne Heidegger, c'est le substantialisme : on n'a pas le sujet et des choses, des substances, mais au contraire des événements, des accomplissements (d'où comme le relève à juste titre Jonas l'emploi d'expressions avec des verbes substantivés, tel « l'être-au-monde », « l'être-vers-la-mort », « l'être-jeté », etc.). Le sujet humain devient le « Dasein » (qu'on a traduit un temps par « l'être-là ») : c'est-à-dire que le sujet devient « l'accomplissement d'une certaine manière d'être ». Jonas souligne l'idée chez Heidegger que le « Dasein » est « cet être pour qui dans son être il y va justement de son être » : autrement dit la finalité de l'homme est mise en exergue, l'idée que l'homme est orienté vers une fin est soulignée. Et cette finalité de la vie humaine met en exergue un point fondamental dans la pensée de Jonas : la précarité. L'être-là est menacé : s'il n'en allait pas toujours de quelque chose pour l'être-là, il périrait. Heidegger a ainsi mis en avant la mortalité de la vie humaine, et en même temps le souci. Souci de soi (plutôt de son propre être) avant tout, mais le souci peut aussi s'orienter vers autrui. 
Jonas en vient alors à la critique de son second grand maître : son insistance sur notre mortalité est préférée par Jonas à la conscience pure de Husserl, car notre lien à la nature y apparaît plus nettement : « le prédicat mortel renvoie de façon pressante à l'existence du corps dans toute sa naturalité brute, exigeante ». Mais aux yeux de Jonas, Heidegger ne traite pas du corps : le souci dont il s'agit n'est jamais celui par exemple de la nourriture. La mortalité qui apparaît dans la philosophie heidegerrienne est une mortalité « abstraite », puisque le corps n'y est pas lié. 
Derrière cette ignorance du corps, Jonas diagnostique plus généralement un « mépris de la nature », hérité du dualisme âme/corps, esprit/matière (que l'on retrouve par exemple chez Descartes) conduisant à interroger uniquement le versant de l'esprit dans l'étude de l'homme. La conséquence en a été une scission de plus en plus marquée entre les deux pôles que sont l'âme et le corps, entre substance pensante et substance étendue, l'étude de la substance étendue étant laissée aux soins des sciences dures. « Depuis, la philosophie n'a jamais affaire à la totalité ». Le point faible de toutes les pensées qui l'ont formé est donc l'inscription dans l'analyse unilatérale de la réalité : la pensée, avec comme exemple paradigmatique la phénoménologie husserlienne. Jonas déplore d'ailleurs le manque d'attention des philosophes envers les sciences physiques (on peut ici souligner le grand intérêt qu'a porté Jonas notamment pour la biologie). Or, c'est pourtant là une évidence, notre être est issu de la matérialité, de la corporéité : pas d'esprit sans corps. Le corps est la fondation du dasein. Il s'agit donc pour Jonas de développer une philosophie de l'unité de l'être, l'unité de la matière et de l'esprit.   

Le second aspect de la critique de Heidegger concerne sa conduite regrettable que l'on connaît en 1933. Selon Jonas, cela regarde la philosophie qui non seulement forme le savoir, mais aussi la conduite. 

« À tout le moins, son école apprenant à discerner les valeurs devrait-elle prémunir d'une contamination par l'opinion de masse.[...]  Aussi, l'alignement du penseur le plus profond de l'époque sur le pas cadencé si fracassant des bataillons bruns n'a pas seulement représenté une amère déception personnelle, mais également, à mes yeux, une débâcle de la philosophie. »

### Vers une prise de conscience des problèmes posés par les technologies
Hiroshima et la course à l'armement atomique ont été l'étincelle d'une prise en considération critique des technologies. Les réflexions sur les technologies sont ainsi nées sous le signe de l'angoisse, sous la menace de l'apocalypse. Mais les avancées biologiques et médicales ont ensuite été également le lieu d'une réflexion philosophique, notamment au travers des problèmes de bioéthique. Les technologies sont donc devenues un objet d'étude philosophique d'une part à la suite de la première bombe atomique, puis dans le champ biologique, au travers des problèmes de bioéthique, là où la dignité humaine est en jeu. 
Mais le problème essentiel posé par les technologies est celui, lié à leur utilisation massive et répétée par des millions d'individus, de leur impact écologiquement désastreux sur notre planète : Jonas n'a pas avant tout en tête la menace d'une apocalypse soudaine, de type nucléaire, mais au contraire une apocalypse rampante. Et c'est ainsi que la question du rapport homme/monde, esprit/matière est posée de manière inédite,  à la lumière d'une possible apocalypse. Notre devoir s'en trouve alors élargi : nous devons préserver notre planète, la biosphère car la vie de l'humain en dépend (concept d'équilibre symbiotique). : « C'est sous cet aspect terriblement pratique que la réconciliation de notre Être séparé, si téméraire, avec le tout dont  nous vivons, se trouve au centre de la préoccupation philosophique. J'y vois une tâche urgente de la philosophie pour l'instant présent et pour le siècle à venir ». À ce titre, Jonas préconise au philosophe d'entretenir un rapport étroit avec les sciences physiques qui traitent précisément du corporel avec lequel notre esprit doit se réconcilier. Mais qu'est-ce que la philosophie doit retirer de ces sciences ?

### Des sciences à la métaphysique
La terre est le terreau de la vie, peut-être le seul dans l'univers : nous devons considérer notre vie et la vie en général comme un « hasard heureux ». La vie est un miracle exceptionnel. L'évolutionnisme de Darwin a mis en avant la longue évolution du vivant, évolution hasardeuse et aveugle, imprévisible. Cette vie elle-même provient de poussière d'étoiles, de matière cosmique : « c'est la même substance première répandue à travers l'espace cosmique dans les galaxies, les soleils et les planètes, qui a également produit la vie, le plaisir et la douleur, la volonté et la peur, l'amour et la haine ». Il y a unité depuis la matière jusqu'au sommet de l'esprit. Mais alors comment comprendre cet être unique ? Comment comprendre cette alliage de la matière et de l'esprit ? Si la certitude en ce domaine n'est pas de mise, ce n'est pas pour autant qu'il faut faire l'économie de la métaphysique. Développer un sens de l'être en lequel corps et esprit sont liés suppose la réflexion métaphysique, les conjectures rationnelles. 
L'homme, dans l'évolution biologique, est un événement remarquable. Par la puissance de sa pensée (les technologies en sont la conséquence : l'homo faber), l'homme est venu prendre une part active dans le processus évolutif global et dans l'équilibre général. Les techniques et technologies se sont développées à une vitesse prodigieuse depuis les premiers outils jusqu'au technologies modernes qui nous entourent. Mais cette maîtrise de la nature a elle-même besoin d'être maîtrisée, et il n'est pas dit que l'homme en soit pour l'instant capable. L'éthique, auparavant cantonnée aux relations inter-humaines, doit désormais prendre en compte le fait que l'homme est certes un esprit, mais aussi un corps, et à ce titre lié à la planète et aux autres formes de vie selon un équilibre symbiotique : l'éthique doit répondre à cette nouvelle situation où l'homme, « la plus vorace de toutes les créatures » agit sur la nature (Cf Hannah Arendt, Condition de l'homme moderne).
« Dans l'esprit, noblesse et fatalité se rencontrent » : l'esprit fait toute la dignité de la vie humaine, mais c'est ce même esprit qui obscurcit l'horizon des générations futures. Jonas évoque alors l'une de ses idées centrales : l'heuristique de la peur. C'est en exhibant la menace que l'homme fait planer au-dessus de l'humanité qu'il est possible d'éviter celle-ci, de concevoir sa responsabilité. Développer cette conscience de notre responsabilité devient dès lors la mission de la philosophie : il faut réveiller la conscience de l'homme et réconcilier le corps et l'esprit, la pensée et la matière. Tel est ce qu'a fait Jonas en fondant ontologiquement, dans les choses elles-mêmes, la responsabilité : l'obligation d'exister de l'homme est objective, en soi, elle est ancrée dans l’Être. L'une des questions sans précédent qui se posent est donc de savoir si et comment l'homme peut conserver sa place au sein de la nature.

## Sur le fondement ontologique d'une éthique du futur
Ce texte est tiré d'une conférence prononcée pour la première fois par Hans Jonas en 1985 : c'est un texte synthétique dans lequel Jonas explicite le fondement ontologique de son éthique, mais aussi en quoi celle-ci consiste.

### Fonder objectivement la préservation degénérations futures
Jonas commence par définir ce qu'il entend par éthique du futur : c'est une éthique qui prend en compte les générations futures et qui tend à les protéger, ce qui s'avère nécessaire du fait de la puissance technologique de l'occident qui agresse chaque jour un peu plus la nature, la biosphère, et ainsi menace l'homme. « La responsabilité nous en incombe sans que nous le voulions, en raison de la dimension de la puissance que nous exerçons quotidiennement ». Cette éthique de la responsabilité nécessite une futurologie, c'est-à-dire une représentation acquise de manière scientifique de ce que peut entraîner à l'avenir notre mode actuel de vie, c'est-à-dire le mode de vie libéral, centré sur la production et la consommation de masse. 
Jonas propose de fonder cette éthique de la responsabilité de manière ontologique. Pourquoi, tout d'abord, la fonder ? Parce que si l'obligation de préserver les générations futures existe bel et bien, il ne s'impose pas cependant à tous : « Il est nécessaire que le devoir soit éprouvé pour qu'on le respecte, mais il existe aussi sans être éprouvé – d'où la nécessité qu'il ait son propre fondement indépendant ». Il s'agit bien d'un devoir réel, mais la nécessité de le fonder découle du fait que tous ne l'entendent pas. Mais qu'y a-t-il donc exactement derrière ce terme barbare de fondement ontologique ? Fidèle à son habitude d'exprimer clairement les choses, Jonas utilise un exemple concret. La nécessité de manger est fondée ontologiquement : il appartient à notre être, à notre essence de nous nourrir pour survivre, cela est inscrit dans notre être même. En revanche, qu'il faille travailler pour manger n'est pas ontologiquement fondé : cette nécessité est relative au monde extérieur, au système social, et non à notre être même. Dès lors, fonder ontologiquement une chose consiste à faire appel à « une qualité qui appartient indissociablement à l’Être de la chose ». Jonas veut ainsi fonder dans les choses mêmes, objectivement, ontologiquement la responsabilité. Qu'il faut protéger les générations futures est une obligation en soi. Mais ce faisant, Jonas prétend rompre le fossé établi entre le devoir et l'être. Peut-on fonder dans l'être même des valeurs, des devoirs ? La morale est-elle objective, y a-t-il, autrement dit, des valeurs en soi et non subjectives ? Telle sera en tous cas la thèse du philosophe allemand.

### La responsabilité
La responsabilité découle de notre pouvoir (quelqu'un qui agirait sans avoir le pouvoir d'agir autrement qu'il n'agit n'est pas véritablement responsable de ses actes ; par ailleurs les limites de notre responsabilité sont celles de notre pouvoir) et de notre liberté (comme l'avait déjà défendu Sartre, par exemple dans L'Être et le Néant, ou dans L'existentialisme est un humanisme). L'homme est le seul être qui peut être responsable. 
Mais quel est l'objet de cette responsabilité : « Ce dont je suis responsable, ce sont naturellement les conséquences de mon agir – dans la mesure où elles affectent un être ». Mais cette responsabilité ne prend sa dimension éthique que si cet être qui est placé sous mon pouvoir et dont je deviens alors responsable a de la valeur. Si l'être sur lequel j'ai un pouvoir a une valeur, alors émane de lui une obligation pour moi de m'en porter responsable. Bref, il s'agit de savoir si l'on peut trouver des valeurs dans l'Être qui appelleraient alors ma responsabilité. 
C'est la vulnérabilité, la précarité, la fragilité de l'être sur lequel j'ai un pouvoir qui appelle ma responsabilité. Le paradigme de la responsabilité que Jonas mettait  en avant dans le Principe responsabilité était la responsabilité parentale, appelée par le petit souffle du nourrisson, par son extrême précarité (sans les soins des parents, il meurt). C'est donc l'être lui-même, au travers de la  précarité, qui m'appelle à être responsable. 

### Futurologie et connaissance du Bien
Dès lors, comment fonder ontologiquement la responsabilité ? Deux tâches préliminaires sont nécessaires. Il faut tout d'abord améliorer  la connaissance des effets de notre agir technologique sur les générations futures (futurologie) : scientifiquement, mais aussi dans son influence affective sur nos comportements. 
Il faut ensuite établir une connaissance du Bien, c'est-à-dire de ce qu'on a le droit ou non de faire : qu'est-ce que le Bien humain ? Bref, il faut développer une idée de l'homme que l'homme lui-même doit préserver et dont il doit empêcher toute défiguration, notamment par les technologies (modifications génétiques par exemple). Mais comment accéder à cette idée de ce que l'homme doit être ? N'est-ce pas prétentieux ? Deux sources nous sont offertes pour une telle connaissance : l'histoire (« « l'homme » s'est déjà montré », il a toujours déjà été là : l'homme est pleinement homme depuis qu'il existe, il n'est pas à construire), mais surtout la métaphysique. Seule cette dernière peut véritablement nous dire ce que l'homme doit être, notamment grâce à un fondement ontologique de ce devoir. La question est donc de savoir : pourquoi l'homme doit-il exister, et donc préserver l'existence de l'humanité, mais aussi comment il doit être ? 
La thèse jonassienne est que lorsque l'on dit que seul l'homme peut être responsable, cette possibilité est en fait un caractère ontologique de l'homme : cela fait partie de ses propriétés essentielles. « Nous y reconnaissons un critère distinctif et décisif de l'essence humaine dans sa dotation en Être ». L'essence de l'homme consiste entre autres à pouvoir être responsable. Cette dotation fait la valeur unique de l'homme qui n'est pas seulement un être vivant (telle est la première valeur objective chez Jonas) mais un être vivant capable d'être responsable. Autrement dit, c'est notamment parce que l'homme est un être responsable qu'il DOIT exister. La responsabilité étant une valeur unique, sa possibilité doit être perpétuée : « sa détention oblige à perpétuer sa présence dans le monde ». Cela implique donc de préserver l'existence de l'humanité : il faut se soucier des générations futures au moins du fait qu'ils sont, en tant qu'hommes, capable d'être responsables. Le fond de l'argumentation jonassienne peut donc être exprimé ainsi : il faut se rendre responsable des hommes qui viendront après nous parce qu'ils sont la condition de possibilité de l'existence de la responsabilité, responsabilité qui  introduit une valeur, qui constitue un bien supérieur au sein de l’Être en général. Mais cet argument n'est pas une preuve. Il n'est pas dit que la possibilité d'être responsable constitue un bien et par conséquent dont l'existence est préférable à l'absence, ni par ailleurs qu'il existe des biens en soi, objectifs. Jonas en appelle à l'intuition pour dire que la responsabilité est un bien, mais cette intuition, comme il le reconnaît lui-même, est toujours récusable. 
La futurologie est donc essentielle pour éveiller notre responsabilité (puisque le fondement ontologique est toujours récusable) et amener une conduite responsable dans nos sociétés : elle doit nous inspirer peur (notre descendance pourrait s'arrêter par notre faute)et culpabilité (nous avons un rôle dans cette possible apocalypse rampante). Mais puisque cela ne nous concerne pas directement, le problème de l'efficacité de cette futurologie est posé. À cela Jonas de répondre : « c'est avant tout l'accusation que comporte cet avertissement, montrant ces êtres du futur comme nos victimes, qui nous interdit moralement la distanciation égoïste du sentiment, généralement justifiée par l'éloignement considérable de l'objet ». Un tableau des effets dramatiques possibles de nos technologies, de leur usage massif et répété, doit alors nous être présenté pour nous faire agir de manière responsable. L'homme politique doit utiliser le moteur de la crainte, de la peur pour modifier les comportements collectifs. Il s'agit d'une manière générale de retrouver une maîtrise de notre maîtrise extrême de la nature, cette maîtrise devant être collective.

### La nécessité des sacrifices et le problème de la tyrannie
Mais retrouver, ou plutôt trouver une telle maîtrise suppose de lourds sacrifices : car il s'agit au fond de réduire notre consommation et la production, donc d'abandonner une partie de notre confort (du moins en ce qui nous concerne, nous, nantis, cinquième de la population mondiale). Jonas rajoute à cela la nécessité d'un contrôle des naissances, une politique démographique interventionniste dans le cercle privé. Car notre planète est finie, limitée : elle ne peut tolérer une croissance à l'infini et une consommation énergétique à l'infini. Jonas n'offre pas de solution miracle à tous ces problèmes cruciaux : il offre une réflexion ayant le mérite de les aborder et d'éveiller la responsabilité, et ainsi à une recherche de modalités concrètes pour assurer notre survie générique. 
À la fin de cette conférence, Jonas revient sur l'idée qu'il avait développée et qui lui avait valu de nombreuses critiques : le recours à une « tyrannie bienveillante » pour assurer la survie de l'espèce humaine. N'est-ce pas contradictoire de vouloir limiter la liberté alors que celle-ci, on l'a vu, est la condition de possibilité de la responsabilité, celle-ci étant ce qu'il s'agit de préserver ? Selon Jonas, qui maintient son opinion, la liberté n'est jamais anéantie : sa possibilité reste inhérente à l'homme. Dès lors, il est, selon lui, possible de la réduire sans que l'essence de l'homme soit menacée, pouvant toujours réapparaître plus tard. Mais surtout, ce scénario serait le pire : le choix entre la disparition de l'homme, et sa non-liberté pour assurer sa survie ; or c'est ce choix ultime qu'il s'agit d'anticiper, d'éviter en développant le plus vite possible notre responsabilité. Jonas n'est donc pas, dans l'idéal, partisan de la tyrannie.